# بنك الاحتياطي الفيدرالي (شيكاغو)
بنك الاحتياطي الفيدرالي في شيكاغو هو واحد من اثني عشر بنكًا احتياطيًا إقليميًا في الولايات المتحدة يشكلون جنبًا إلى جنب مع مجلس محافظي الاحتياطي الفيدرالي البنك المركزي للولايات المتحدة. يخدم بنك شيكاغو الاحتياطي منطقة الاحتياطي الفيدرالي السابع، والتي تشمل الأجزاء الشمالية من إلينوي وإنديانا وجنوب ويسكونسن وشبه جزيرة ميشيغان السفلى وولاية أيوا. بالإضافة إلى المشاركة في صياغة السياسة النقدية، يشرف كل بنك احتياطي على البنوك الأعضاء والشركات القابضة للبنوك، ويقدم الخدمات المالية لمؤسسات الإيداع والحكومة الأمريكية، ويراقب الظروف الاقتصادية في منطقته.

## المسؤولية
كواحد من البنوك الاحتياطية التي تشكل نظام الاحتياطي الفيدرالي، فإن بنك الاحتياطي الفيدرالي في شيكاغو مسؤول عن:
- المساعدة في رسم السياسة النقدية الوطنية. يساعد الرئيس التنفيذي للاحتياطي الفيدرالي في شيكاغو تشارلز إل إيفانز في صياغة السياسة النقدية من خلال المشاركة والتصويت في اجتماعات اللجنة الفيدرالية للسوق المفتوحة.
- تقديم خدمات مالية مثل النقد ومقاصة الشيكات ومعالجة الدفع الإلكتروني. يعالج نظام الاحتياطي الفيدرالي كل يوم ملايين المدفوعات في شكل شيكات ورقية وتحويلات إلكترونية. يتم تقديم خدمات الدفع هذه للمؤسسات في المنطقة السابعة مقابل رسوم. بسبب الانخفاض الوطني في استخدام أدوات الفحص توقف بنك الاحتياطي الفيدرالي في شيكاغو ومعظم البنوك الاحتياطية الأخرى عن معالجة الشيكات الورقية في 17 نوفمبر 2009 والشيكات الإلكترونية في عام 2010.[2] يتم الآن توجيه العناصر التي تم توجيهها سابقًا إلى هذا المرفق إلى بنك الاحتياطي الفيدرالي في كليفلاند أو إلى بنك الاحتياطي الفيدرالي في أتلانتا.
- الإشراف والتنظيم على البنوك التي ترخص لها الدولة والتي هي أعضاء في نظام الاحتياطي الفيدرالي، والشركات القابضة للبنوك، والشركات المالية القابضة. تقع هذه المنظمات داخل منطقة الاحتياطي الفيدرالي السابع.